# پروی
پروی (به گرجی: პერევი) یک روستا در گرجستان است که در استان ایمرتی واقع شده است.